# 22294 Simmons
22294 Simmons (1989 SC8) là một tiểu hành tinh vành đai chính được phát hiện ngày 28 tháng 9 năm 1989 bởi C. S. Shoemaker và E. M. Shoemaker ở Palomar.